# Edmond Leburton
Edmond Jules Isidore Leburton (n. 18 d'abril de 1915 - m. 16 de juny de 1997) polític belga, quarantè segon primer ministre de Bèlgica. També va exercir com a president de la Cambra de Representants i del Congrés Nacional Való.